# Дейв Воттл
Девід Джеймс Воттл (англ. David James Wottle; нар. 7 серпня 1950) — американський легкоатлет, який спеціалізувався в бігу на середні дистанції.

## Із життєпису
Олімпійський чемпіон-1972 з бігу на 800 метрів. На останніх метрах дистанції обійшов українця Євгена Аржанова, випередивши його на 0,03 секунди.
На Іграх-1972 брав участь також у бігу на 1500 метрів, проте зупинився на півфінальному раунді.
Ексрекордсмен світу з бігу на 800 метрів.
Відмінною ознакою Воттла була кепка, яку він одягав на кожний забіг.
По закінченні спортивної кар'єри (1974) працював тренером.

## Основні міжнародні виступи
| Рік  | Змагання         | Місто  | Місце | Дисципліна | Примітки         |
| ---- | ---------------- | ------ | ----- | ---------- | ---------------- |
| 1972 | Олімпійські ігри | Мюнхен | 1     | 800 м      | Відео на YouTube |
| 1972 | 1пф4             | 1500 м |       |            |                  |